# 尤犀金龜屬
五角大兜蟲屬是金龜科兜蟲亞科的一屬，又稱尤犀金龜屬。

## 物種
尤犀金龜属包括以下物种：
- 兔子兜蟲 Eupatorus birmanicus
- 扁叉尤犀金龜 Eupatorus endoi
- 五角大兜蟲 Eupatorus gracilicornis
- Eupatorus hardwickei
- Eupatorus koletta
- 黑五角大兜蟲 Eupatorus siamensis
- 素吉尤犀金龜 Eupatorus sukkiti